# Moya Brady
Moya Brady (Manchester, 31 oktober 1961) is een Engelse actrice. Ze is vooral bekend om haar rol als FDO Roberta "Robbie" Cryer in de televisieserie The Bill.
Brady speelde ook mee in het tweede seizoen van Shameless als Cassie Western. In 2006 vertolkte ze de rol van Bridget in de aflevering Love & Monsters van de komische serie Doctor Who. Daarnaast heeft Brady verschillende gastoptredens gedaan in populaire Britse soaps en series, waaronder Casualty, Doctors en Dalziel and Pascoe. Ze speelt ook in theaterstukken, waaronder enkele West End-producties.